# Adrianichthys
Adrianichthys is een geslacht van straalvinnige vissen uit de familie van de schoffeltandkarpers (Adrianichthyidae).

## Soorten
- Adrianichthys kruyti Weber, 1913
- Adrianichthys oophorus (Kottelat, 1990)
- Adrianichthys poptae (Weber & de Beaufort, 1922)
- Adrianichthys roseni Parenti & Soeroto, 2004